# Gallus Oehem

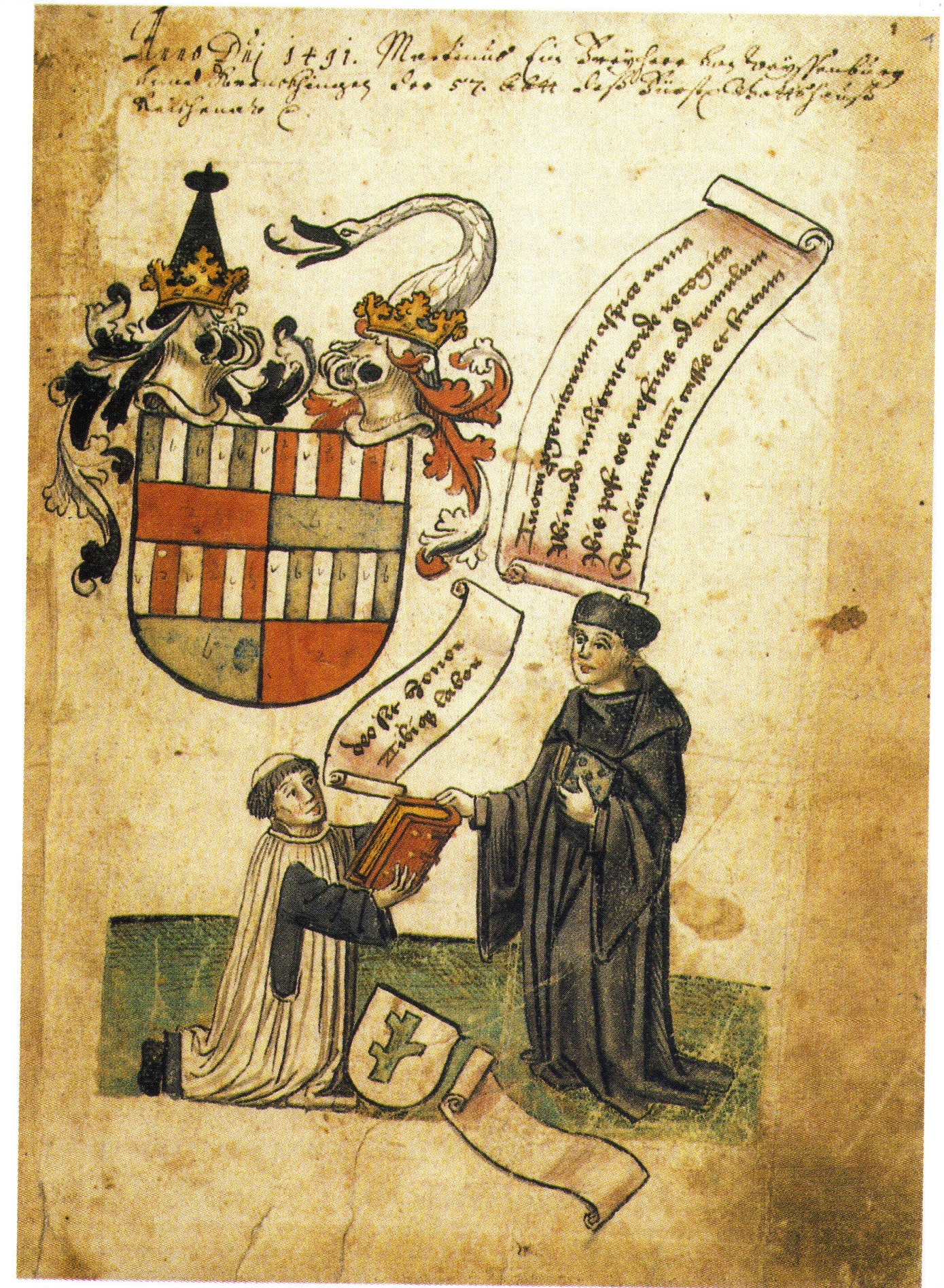
Gallus Oehem übergibt Abt Martin von Weißenburg die Chronik der Reichenau, Freiburger Handschrift

Gallus Oehem — auch Öhem oder Oheim — (* um 1445 in Radolfzell; † 12. September 1521 in Konstanz) war ein Geistlicher und Chronist des Klosters Reichenau.

## Leben
Sein Vater war kaiserlicher Notar und Verwalter des Klosters Reichenau. Gallus wurde als unehelicher Sohn geboren und 1464 legitimiert. Nachdem er die Lateinschule in Ulm besucht hatte, studierte er von 1461 bis 1463 an der Universität Freiburg und von 1468 bis 1469 an der Universität Basel. Danach war er Hilfspriester in Innsbruck, 1473 Kaplan in Singen, 1480 in Radolfzell und nach 1492 im Kloster Reichenau. 1505 erhielt er eine Altar-Pfründe am Konstanzer Münster.
Ermutigt durch Abt Martin von Weißenburg verfasste er, wohl nach dem Vorbild und Zeitgenossen Albrecht von Bonstetten, die Chronik des Klosters Reichenau bis zum Jahr 1453. Die Chronik besteht aus einer Abtsliste und den Lebensbeschreibungen der Äbte sowie einer Wappensammlung mit 503 Wappenabbildungen und ist heute eine der wichtigen Quellen zur Geschichte des Klosters Reichenau. Von der Handschrift wurden mehrere Abschriften angefertigt. Die farbig illustrierte Handschrift der Universitätsbibliothek Freiburg (Freiburg, UB, Hs. 15) fertigte er als Reinschrift an. 
Wahrscheinlich ist er auch der Autor einer Konstanzer Bischofschronik Stiftsarchiv St. Gallen, Signatur Cod. 339,  die Jakob Mennel für seine Bistumschronik verwendete. Die Zuschreibung der sogenannten Reichenauer  Reichschronik, überliefert in der Österreichischen Nationalbibliothek, Signatur Cod. 2927, kann als gesichert gelten.

## Werke und deren Editionen
- Karl August Barack (Herausgeber): Gallus Oheims Chronik von Reichenau, Stuttgart, 1866 Digitalisat
- Karl Brandi (Bearbeiter): Die Chronik des Gallus Öhem, 1893 Digitalisat
- Harald Drös: Das Wappenbuch des Gallus Öhem: neu herausgegeben nach der Handschrift 15 der Universitätsbibliothek Freiburg / Mit einem Geleitwort von Walter Berschin, Sigmaringen: Thorbecke 1994 ISBN 3-7995-0405-2